# Ironi Nir Ramat HaSharon Football Club
El Ironi Nir Ramat HaSharon (en hebreo: מועדון כדורגל הפועל עירוני ניר רמת השרון‎) es un equipo de fútbol de Israel que juega en la Ligat Leumit, la segunda liga de fútbol más importante del país.

## Historia
Fue fundado en el año 1957 en la ciudad de Ramat HaSharon, ascendiendo a la Liga Arzit en 1984, fallando en su intento de ascender a la Liga Leumit tras perder 0-1 ante el Hapoel Jerusalem FC en la última fecha de aquella temporada. Al año siguiente descendieron a la Liga Alef, y dos años después descendieron a la Liga Bet. Durante la década de los años 1990s el equipo se renombró Ironi Nir Yitzhaki, en homenaje al exjugador Nir Yitzhaki.
En 1996 regresaron a la Liga Alef, y en 1999/2000 quedaron subcampeones, pero a raíz de la fusión del Shimshon Tel Aviv con el Beitar Tel Aviv, ascendieron a la Liga Arzit tomando el puesto vacante. Ascendieron a la Liga Leumit en la temporada 2003/04 tras ganar la Copa Toto.
En la temporada 2009/10 lograron el mayor logro de su historia tras llegar a las semifinales de la Copa de Israel, y al año siguiente ganaron al Copa Toto Leumit y ascendieron a la Ligat ha'Al por primera vez en su historia tras ganar la Liga Leumit.

## Palmarés
- Liga Leumit: 1

2010–11
- Liga Artzit: 1

2003–04
- Toto Cup Leumit: 1

2010–11
- Toto Cup Artzit: 1

2003–04